# Château d'Artigny
Le château d'Artigny ou château du Puy d'Artigny est un château français situé dans la commune de Montbazon, dans le département d'Indre-et-Loire en région Centre-Val de Loire. L'actuelle structure a été construite entre 1912 et 1932 pour servir de résidence au parfumeur François Coty. Depuis la fin des années 1950, le château a été transformé en hôtel.

## Historique

### Les premiers châteaux successifs
Édifié durant la guerre de Cent Ans, entre 1360 et 1380, le château fort le Puy d'Artigny était un bastion fortifié du château de Montbazon, construit dans le cadre d'un système militaire établi le long de l'Indre pour défendre la ville de Tours contre l'armée anglaise.
Jean d'Artannes, capitaine gouverneur de Montbazon, qui a donné son nom à un village voisin, en était le propriétaire au XVe siècle. Le nom d'Artannes est devenu au fil des siècles d'Artigny.
Le château fut démoli en 1769 par son propriétaire, Joseph Testard des Bournais, trésorier du Roi, qui le remplaça par une demeure qui fut épargnée par la Révolution puis remaniée au cours du XIXe siècle.

### Le château de François Coty

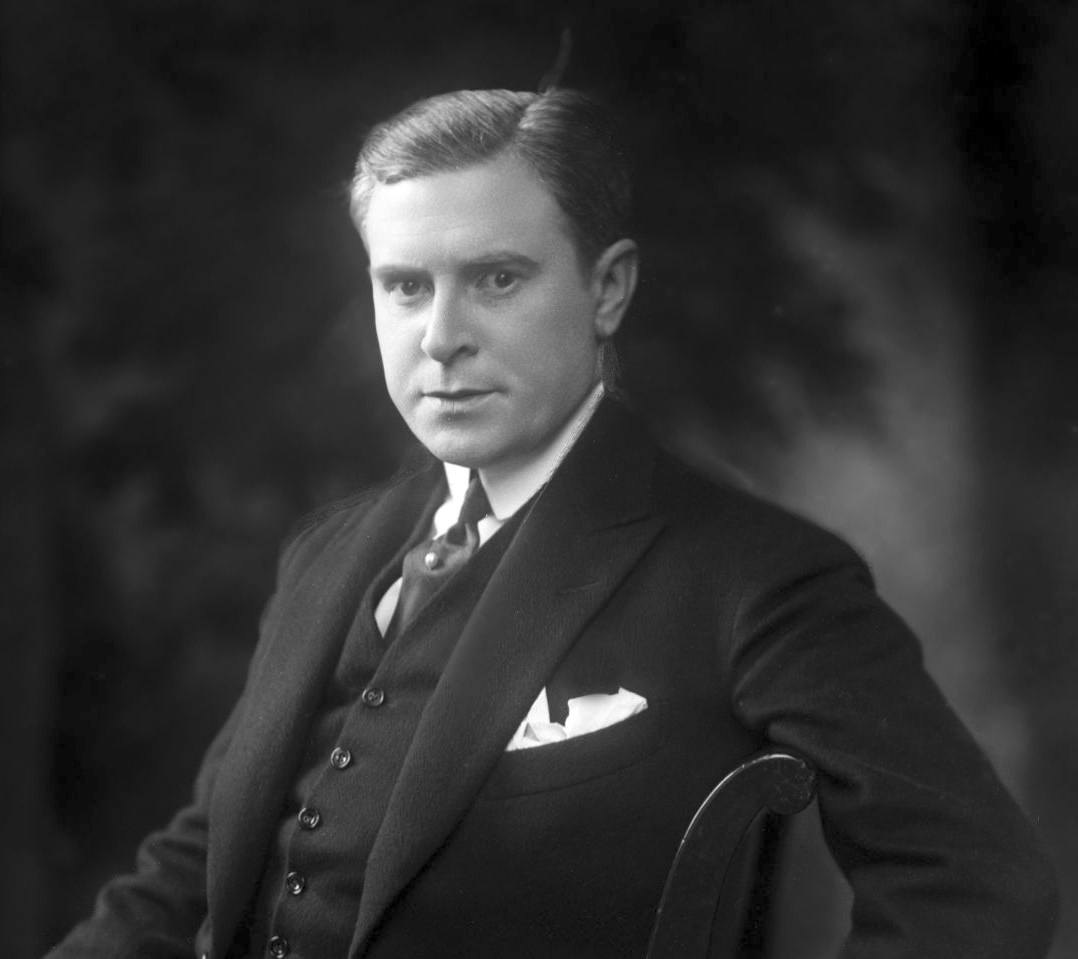
François Coty.

C'est le 30 juillet 1912 que François Coty, industriel parfumeur, acheta le château à Raymond Bacot. Ce sont ses cousins d'Ornano résidant depuis longtemps dans la région de Tours qui l'informent de la disponibilité du domaine.
Séduit par le site, mais jugeant l'édifice sans grâce ni ordre, mal posé sur la falaise dominant l'Indre ; comme Edmond de Fels à Voisins, il fait raser cet ensemble assez hétéroclite  pour construire, avec l'aide de l'architecte Emmanuel Pontremoli entre autres architectes, un grand château dans le style du XVIIIe siècle,  sur le modèle du Château de Champlâtreux des Molé et Noailles, bâti par l'architecte Jean-Michel Chevotet de 1751 à 1757, ainsi qu'une chapelle réplique quoique « réduite au quart » de celle du château de Versailles, reliée par un passage souterrain à une crypte prévue pour sa famille.
Les façades et les sous-sols sont finis dans des pierres de comblanchien de la Côte-d'Or, réputées pour leur qualité. 
Au début de la Première Guerre mondiale, les travaux ralentissent mais une équipe réduite continue à travailler et Coty fait transformer le château encore inhabité en hôpital pour les soldats blessés.
De 1912 à 1928, date de la fin partielle de ce chantier d'envergure qui durera au total vingt et un ans, Coty participe et supervise tous les aspects, des plans à l'exécution, avec une utilisation avant-gardiste du béton, installation de portail électrique, chauffage central délivré par des grilles ouvragées (toujours utilisées), ascenseurs. Coty y employa 150 personnes, architectes, maîtres-d'œuvre, sculpteurs, ciseleurs, mosaïstes, peintres, artisans et ouvriers. Le sculpteur Denys Puech (1854-1942) Prix de Rome, réalisa une allégorie de style XVIIIe sur le tympan du fronton de l'avant-corps central sur la vallée de l'Indre.
Cette demeure somptueusement décorée et meublée comprenait quatre appartements de maître, une centrale électrique, un système d'air conditionné, des ateliers de tailleur et de bottier, un salon de coiffure, une chambre froide réservée aux fourrures de Madame et des invités, un dressing équipé de multiples placards....
De 1929 à 1934, date de la mort de Coty dans sa résidence de Louveciennes acquise en 1923, il vécut en famille à Artigny six mois par an. Une quarantaine d'employés et gardes-du-corps travaillaient dans ce domaine de 600 hectares d'un seul tenant comprenant plusieurs kilomètres de rivière, des jardins à la française, des serres à orchidées, plusieurs fermes, trois moulins, un pavillon de chasse, un presbytère et des bâtiments d'école désaffectés.
Le bureau de Monsieur, au premier étage, était une pièce circulaire surmontée d'une coupole au plafond peint en 1926-1927 d'une fresque en trompe-l'œil par Charles Hoffbauer (1875-1957), Grand Prix de Rome 1924, représentant sur quatre panneaux de 2,5 × 5 m un bal costumé au château avec famille et amis parmi lesquels son gendre Paul Dubonnet en Pierrot un verre à la main, les actrices Mary Marquet, Edwige Feuillère, Cécile Sorel, les danseurs et maîtres de ballet Serge Lifar et Serge Diaghilev, le peintre Foujita, le Maharadja de Khapurtala, l'Aga Khan,,.

### Après Coty
Les 30 novembre et 1er décembre 1936, les collections d'art, qui comprenaient des pièces de Largilliere, Boucher, Greuze, Fragonard, Watteau, Reynolds et Gainsborough, ainsi que des tapisseries d'Aubusson et des Gobelins réunies par le parfumeur dont la fortune avait été fortement entamée par le krach boursier de 1929, un train de vie princier, sa prodigalité, son divorce et le coût de son empire de presse sont vendues aux enchères en 124 lots à la Galerie Charpentier à Paris,,.
À sa mort, le château avait été placé sous séquestre sur ordre d'un tribunal.
En 1940, à l'heure où le gouvernement français est replié à Tours, le château, abri potentiel indiqué par un aide de camp montbazonnais de l'amiral Darlan, est occupé par le Ministère de la Marine qui le fait camoufler par un enduit de goudron, puis il reste vide quelques mois. De  1941 à 1942, il est investi par les troupes allemandes, il devient ensuite une annexe pour les grands blessés de l'Hôpital de Tours, puis un refuge pour les habitants de Lorient en Bretagne, évacués après les bombardements. Puis, jusqu'en 1946, il sert de maternité.
En 1947 la famille Coty en reprend possession.
En 1959, sa fille Christiane vend à René Traversac, ancien petit Chanteur à la Croix de Bois, devenu photographe de mariages, puis ingénieur des Arts et Métiers et enfin hôtelier, parisien amoureux des vieilles pierres —  déjà propriétaire d'un prieuré Renaissance à Chênehutte-les-Tuffeaux (Saumurois), dont il fit son premier « château-hôtel »  — le château vide, la chapelle, le pavillon de chasse, les communs et un moulin, sur 29 hectares.
Après 2 ans et 2 millions d'euros de travaux, au cours desquels la bibliothèque est transformée en « salon-bar » offrant une collection unique de cognacs, armagnacs, portos et whiskies, « Le Relais d'Artigny » ouvre fin 1961 et devient la première entreprise hôtelière de la région Centre ; René Traversac est cofondateur de la chaîne Relais et Châteaux.
La cave détiendrait, parmi des centaines de bouteilles de vignobles français, la plus belle collection de vins de Touraine.
Depuis lors, Artigny a accueilli nombre de personnalités telles que la Reine-mère d'Angleterre et en 1963 Hailé Sélassié Ier, dernier Négus d'Éthiopie.
Les 24 et 25 novembre 1973, la « Conférence monétaire internationale » y réunit les ministres des Finances des cinq plus grandes puissances mondiales (dont Valéry Giscard d'Estaing).
Artigny est la propriété du groupe « Storia », dont Phillipe Baudry est le président.
Ce château-hôtel compte 56 chambres, une salle de restaurant, une piscine extérieure et un spa. En septembre 2012, le château d'Artigny obtient une cinquième étoile (nouvelle classification hôtelière).